# فست کژوال

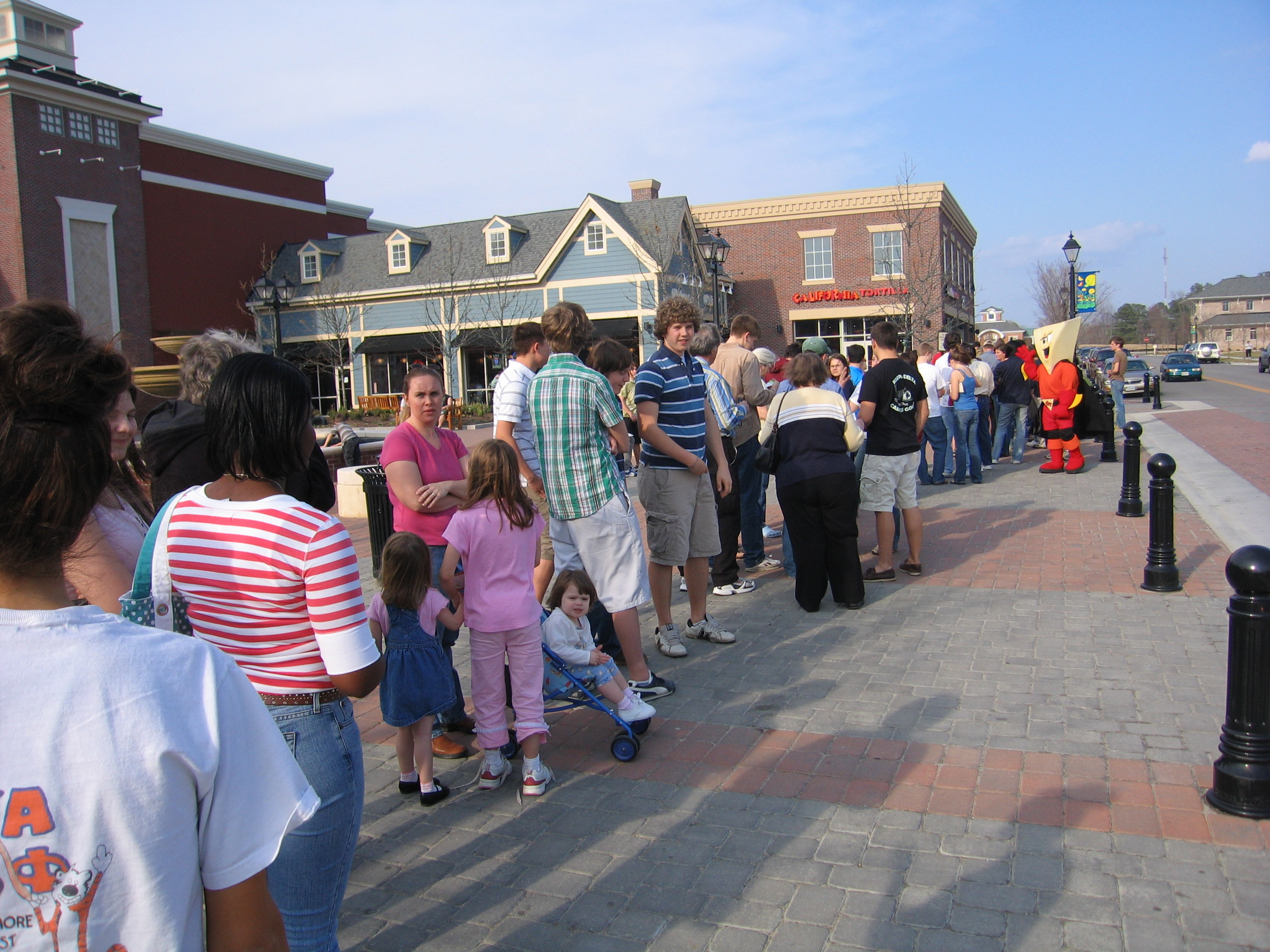
نمایی از مشتریان فست کژوال

فست کژوال نوعی رستوران است و نخست در ایالات متحده آمریکا بنیان نهاده شد، این نوع رستوران ارائه دهنده سرویس کامل سر میز نمی‌باشد اما متعهد به ارائه خوراک (غذا) با بالاترین کیفیت، تهیه شده از محصولات تازه به صورت روزانه و در حضور مشتری می‌باشد. در رستورانهای فست کژوال برخلاف فست فودها، از مواد غذایی منجمد (یخ زده) استفاده نمی‌شود و همچنین میزان استفاده از مواد اولیه فرآوری شده بسیار کم و نزدیک به صفر است. فست کژوال یک مفهوم میان فست فود به انگلیسی: (Fast Food) و کژوال داینینگ به انگلیسی: (Casual Dining) می‌باشد و معمولاً بر این اساس تعیین سطح قیمتی می‌شود. نمونه‌هایی از این دست (فست کژوال) توسط رستورانهای زنجیره‌ای ذیل اجرا شده‌است: بوستون مارکت به انگلیسی: (Boston Market) بروگرز به انگلیسی: (Bruegger's) چیپوتله مکزیکن گریل به انگلیسی: (Chipotle Mexican Grill) کالورس به انگلیسی: (Culvers) ال پلو لوکو به انگلیسی: (El Pollo Loco) زوپ به انگلیسی: (Zoup) فایو گایز به انگلیسی: (Five Guys) فردیز فروزن & کاستارد استیک برگرز به انگلیسی: (Freddy's Frozen Custard & Steakburgers) نوکز ایتری به انگلیسی: (Newk's Eatery) نودلز & کو به انگلیسی: (Noodles & Co) پنرا برد به انگلیسی: (Panera Bread) پیزا رنچ به انگلیسی: (Pizza Ranch) و وَپینو به انگلیسی: (Vapiano)

## تاریخچه
مفهومی به نام فست کژوال در اوایل تا اواسط دهه ۱۹۹۰ در میان مردم آمریکا شناخته و عمومی شد اما تا اواخر دهه ۲۰۰۰ و اوایل دهه ۲۰۱۰ متداول و مرسوم نشد. در خلال رکود اقتصادی که در سال ۲۰۰۷ آغاز شد غذا خوری‌های فست کژوال شاهد افزایش فروش به رده‌های سنی بین ۱۸ تا ۳۴ سال بودند. مشتریانی با هدف محدود کردن هزینه وعده‌های غذایی و در عین حال سالم‌تر بودن آن، تمایل زیادی برای استفاده از این دسته رستوران‌ها دارند.